# ライバコウハク
ライバコウハクは日本の競走馬。1980年代前半から中盤に障害競走で長く活躍した。半妹にダイナエイコーン(新潟3歳ステークス)がいる。

## 戦績

### デビュー～1983年
1981年7月に札幌競馬場ダート1000mの新馬戦で初出走を迎えたが、ライスシャワーの母として知られるライラックポイントに敗れ8頭立ての4着。その後も1982年6月の未勝利戦で2着となったのが最高で、平地15戦で未勝利のまま同年11月より障害入りした。
障害初戦となった東京競馬場の障害未勝利戦で1周目の1、2コーナー中間の障害でバランスを崩し鞍上の大江原隆騎手が落馬して競走を中止したが、次走より大江原哲に乗り替わり3戦目で2着のダイワサッチャーに2秒差の大差で初勝利を挙げた。年が明けて1983年昇級初戦の中山競馬場3550mの競走を2着に7馬身差をつけてレコードタイムで勝利し、次走で東京障害特別（春）に挑戦したが、ここは優勝したオキノサキガケから6.1秒差の4着に敗れた。そして続く中山の障害オープンをメジロクラウンの2着とし、中山大障害（春）に向かった。人気はメジロジュピター、オキノサキガケ、ライバコウハクの順となった。レースではライバコウハクはスタートから先頭に立って逃げたが、大生垣の飛越で躓いて一旦ダンサーズホープに先頭を譲る。その後再び先頭を奪い返したが今度はオキノサキガケに捕まり、その後並走を続けたがゴール手前で外から押し切られ1馬身1/4差の2着に敗れた。4ヵ月後の新潟競馬場の障害オープンでメジロジュピターにハナ差敗れ、その後しばらく戦列を離れる。

### 1984年以降
そして関西の松元正雄厩舎に転厩し1年1ヵ月後の1984年9月に復帰。原田聖二を鞍上に据えて阪神、京都の障害オープンで連続で2着となり、続く京都大障害（秋）ではスタートから逃げを打ち、最終障害を越えて一時スナークシルバーと並走したが、最後の直線だけで2着スナークシルバーに1.9秒の大差をつけて重賞初勝利を挙げた。そして暮れの中山大障害（秋）では1番人気に支持されたがメジロアンタレスから3/4馬身差の2着。翌1985年春の大障害でも6頭が大竹柵で競走中止するアクシデントのなかブルーフラールに敗れて2着となった。しかし、関西では京都大障害（春）にレコードで勝利して春秋連覇を達成、その後も6月と9月の阪神での競走をに勝利して3連勝を挙げた。10月に東京の障害オープンで3着となり、それから再び戦列を離れた。
1986年3月に中山の障害オープンで復帰して3番人気となったが、ここは勝ったオンワードボルガから5秒差の7着と惨敗。中山大障害（春）は9頭立ての4番人気と低評価だった。しかしレースでは当初2番手を進み、大竹柵で大逃げを打っていたカルストンイーデンが転倒すると、代わって先頭に立ち、直線に向くと追いすがるオンワードボルガ、シノンシンボリを逆に突き放して8馬身差で優勝した。なお鞍上は前走、前々走に騎乗した星野忍となる予定だったが、病気のため乗り替わりとなり、大江原哲に手綱が戻っていた。
それからは中山大障害に的を絞って調整された。同年暮れの大障害ではオンワードボルガと共に単枠指定となり2.0倍の1番人気に支持されたが、オンワードボルガは水濠で競走を中止し、ライバコウハクは軽快に逃げたものの、最終障害を越えてハッピールイスに並びかけられると、あっさり先頭を譲って9馬身差の2着。これで中山大障害4度目の2着となった。
翌1987年春もスタートから離して逃げたが、大生垣を越えてから飛越が雑になり、最終障害手前でメジロアンタレスに抜かれると、直線手前でトウショウドリーム、ミネノカガヤキにも抜かれて4着に終わった。そして同年秋の大障害で大竹柵を越えて3、4コーナー中間の土塁障害を飛越直前に右後脚を骨折、右第3中手骨開放骨折を発症。飛越後、転倒し、予後不良と診断された。

## 血統表
| ライバコウハクの血統(グレイソヴリン系 / 5代内アウトブリード） | ライバコウハクの血統(グレイソヴリン系 / 5代内アウトブリード） | ライバコウハクの血統(グレイソヴリン系 / 5代内アウトブリード） | （血統表の出典）    | （血統表の出典） |
| 父 *ラフィンゴラ Raffingora 1965 芦毛 イギリス                | 父の父Grey Sovereign 1948 芦毛 イギリス                       | Nasrullah                                                     | Nearco              | Nearco           |
| 父 *ラフィンゴラ Raffingora 1965 芦毛 イギリス                | 父の父Grey Sovereign 1948 芦毛 イギリス                       | Nasrullah                                                     | Mumtaz Begum        |                  |
| 父 *ラフィンゴラ Raffingora 1965 芦毛 イギリス                | 父の父Grey Sovereign 1948 芦毛 イギリス                       | Kong                                                          | Baytown             | Baytown          |
| 父 *ラフィンゴラ Raffingora 1965 芦毛 イギリス                | 父の父Grey Sovereign 1948 芦毛 イギリス                       | Kong                                                          | Clang               |                  |
| 父 *ラフィンゴラ Raffingora 1965 芦毛 イギリス                | 父の母Cameo 1955 青毛 イギリス                                | Como                                                          | Sir Cosmo           | Sir Cosmo        |
| 父 *ラフィンゴラ Raffingora 1965 芦毛 イギリス                | 父の母Cameo 1955 青毛 イギリス                                | Como                                                          | Maia                |                  |
| 父 *ラフィンゴラ Raffingora 1965 芦毛 イギリス                | 父の母Cameo 1955 青毛 イギリス                                | Record Serenade                                               | Straight Deal       | Straight Deal    |
| 父 *ラフィンゴラ Raffingora 1965 芦毛 イギリス                | 父の母Cameo 1955 青毛 イギリス                                | Record Serenade                                               | Columbia            |                  |
| 母 ライバリュウ 1972 栗毛 北海道登別市                        | 母の父*リマンド Remand 1965 栗毛 イギリス                     | Alcide                                                        | Alycidon            | Alycidon         |
| 母 ライバリュウ 1972 栗毛 北海道登別市                        | 母の父*リマンド Remand 1965 栗毛 イギリス                     | Alcide                                                        | Chenille            |                  |
| 母 ライバリュウ 1972 栗毛 北海道登別市                        | 母の父*リマンド Remand 1965 栗毛 イギリス                     | Admonish                                                      | Palestine           | Palestine        |
| 母 ライバリュウ 1972 栗毛 北海道登別市                        | 母の父*リマンド Remand 1965 栗毛 イギリス                     | Admonish                                                      | Warning             |                  |
| 母 ライバリュウ 1972 栗毛 北海道登別市                        | 母の母クリゲンの壱 1964 栗毛 北海道伊達市                     | クリガム                                                      | Tenerani            | Tenerani         |
| 母 ライバリュウ 1972 栗毛 北海道登別市                        | 母の母クリゲンの壱 1964 栗毛 北海道伊達市                     | クリガム                                                      | *キンガムヴエール   |                  |
| 母 ライバリュウ 1972 栗毛 北海道登別市                        | 母の母クリゲンの壱 1964 栗毛 北海道伊達市                     | クリゲン                                                      | クリノハナ          | クリノハナ       |
| 母 ライバリュウ 1972 栗毛 北海道登別市                        | 母の母クリゲンの壱 1964 栗毛 北海道伊達市                     | クリゲン                                                      | クリノツキ F-No.1-b |                  |